# Scott Phillips
Scott Phillips, född 22 februari 1973 i Valdosta, Georgia, är en amerikansk trummis. Han är sedan 2004 medlem i bandet Alter Bridge och spelar även i Creed.